# Chlorure d'erbium(III)
Le chlorure d'erbium(III) est un composé inorganique, un chlorure du lanthanide erbium.

## Propriétés

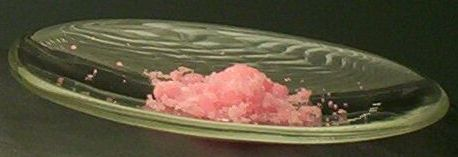
chlorure d'erbium(III) hydraté photographié sous lampe fluorescente.

Le chlorure d'erbium anhydre est solide violet, mais sa forme hexahydratée, bien plus courante, est un solide rose. Cette couleur rose est d'ailleurs bien plus intense sous lampe fluorescente.
Les solutions de chlorure d'erbium présentent un effet d'absorption non-linéaire négative.
La forme anhydre du chlorure d'erbium cristallise dans une forme monoclinique de groupe d'espace C2/m similaire à celle du chlorure d'aluminium(III).
La forme hexahydratée possède elle aussi une structure monoclinique, mais de groupe d'espace P2/n (P2/c) - C42h. L'erbium est alors octa-coordonné pour former l'ion [Er(H2O)6Cl2]+ avec le Cl− isolé.

## Synthèse
Le chlorure d'erbium(III) peut être formé  par réaction entre l'oxyde d'erbium(III) avec le chlorure d'ammonium :
Er2O3 + 3 NH4Cl → ErCl3  + 3 NH3 + 3 H2O
Cette réaction fonctionne aussi à partir carbonate d'erbium(III) :
Er2(CO3)3 + 6 NH4Cl → 2 ErCl3  + 6 NH3 + 3 CO2 + 3 H2O
Dans les deux cas, le chlorure d'ammonium est utilisé en large excès, formant le sel intermédiaire (NH4)3ErCl6. Ce sel est stable vis-à-vis de l'hydrolyse et peut ensuite être décomposé thermiquement sous vide pour former le chlorure d'erbium(III) anhydre, avec dégagement d'ammoniac et de chlorure d'hydrogène.
La forme hexahydratée peut être obtenue par réaction entre l'erbium métallique et l'acide chlorhydrique :
Er + 6 HCl → 2 ErCl3 + 3 H2
En utilisant le chlorure de thionyle à la place de ce dernier, il est possible d'obtenir la forme anhydre.
Il est encore possible d'obtenir le chlorure d'erbium(III) directement à partir de l'erbium métallique et du dichlore :
2 Er + 3Cl2 → 2 ErCl3
Il est enfin possible de ré-obtenir la forme en chauffant le forme hexahydratée dans une atmosphère fortement chlorée, par exemple dans le dichlore ou le chlorure d'hydrogène, sinon c'est l'oxychlorure d'erbium (ErOCl) qui est formé.

## Réactivité
Le chlorure d'erbium(III) réagit avec les bases alcalines pour former l'hydroxyde d'erbium(III) :
ErCl3 + 3 XOH → Er(OH)3 + 3 XCl

## Utilisation
Le chlorure d'erbium(III) peut être utilisé dans la production d'erbium pur. 
C'est un puissant catalyseur dans les réactions d'acylation des alcools et phénols et peut être facilement recyclé et réutilisé sans perte d'activité significative